# Januszkowice (województwo podkarpackie)
Januszkowice – wieś w Polsce położona w województwie podkarpackim, w powiecie dębickim, w gminie Brzostek.
| SIMC    | Nazwa    | Rodzaj    |
| ------- | -------- | --------- |
| 0814694 | Działy   | część wsi |
| 0814702 | Markosie | część wsi |
| 0814719 | Piaski   | część wsi |
| 0814725 | Zagórze  | część wsi |

Według podziału administracyjnego Polski obowiązującego w latach 1975–1998 miejscowość należała do województwa tarnowskiego.
Miejscowość jest siedzibą parafii Zwiastowania Pańskiego, należącej do dekanatu Brzostek, diecezji rzeszowskiej.
We wsi znajdują się ruiny zabytkowego dworku szlacheckiego z przełomu XVIII i XIX wieku. Na skraju parku otaczającego dworek rośnie dąb szypułkowy mający około 640 lat – to Dąb Chrześcijanin, najgrubszy na Podkarpaciu i jeden z największych w kraju. Został on uznany za pomnik przyrody.

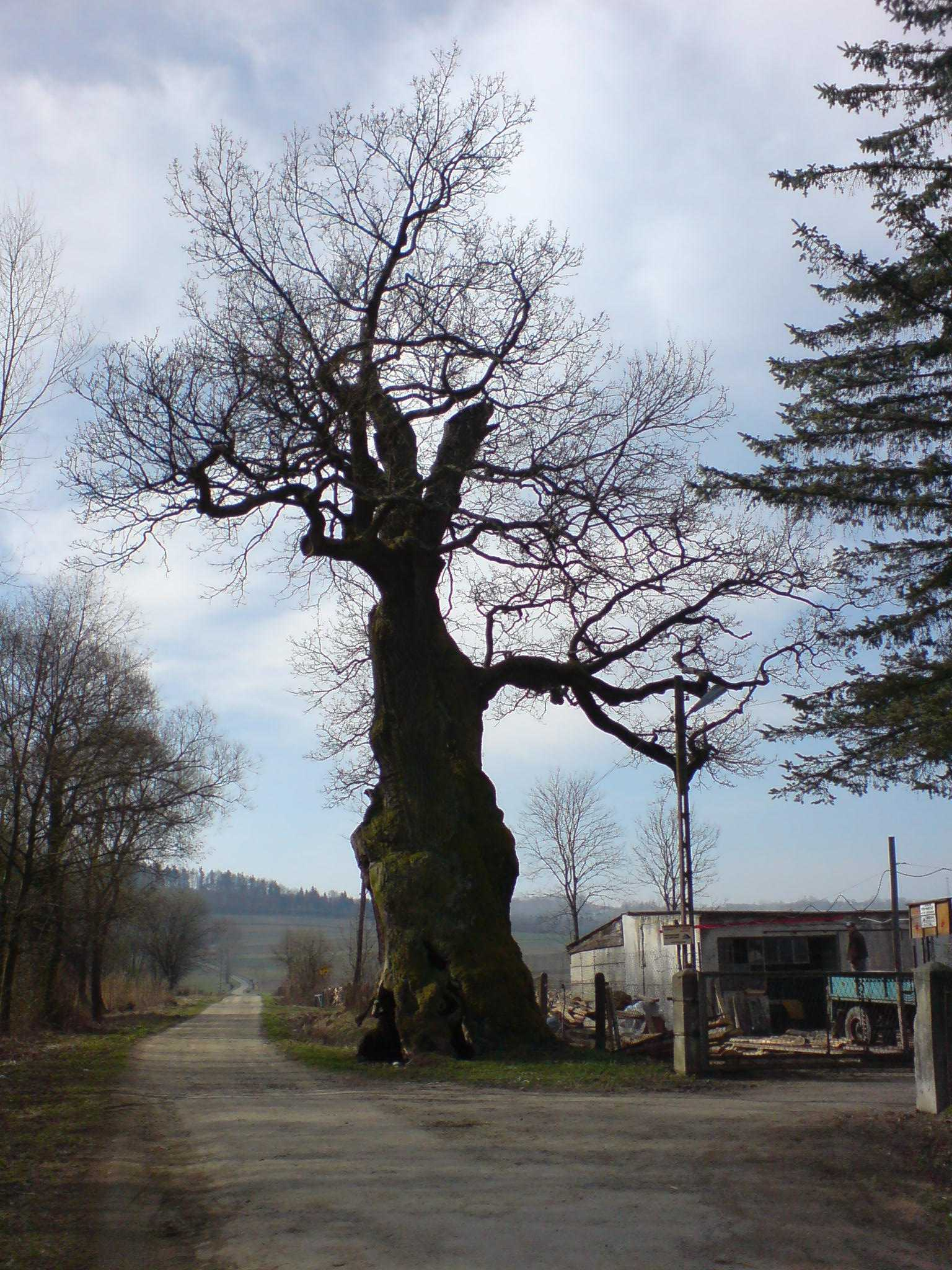
Dąb Chrześcijanin